# Деревня (Львівський район)
Дере́вня — село в Україні, у Жовківській міській громаді, Львівського району, Львівської області. Орган місцевого самоврядування — Жовківська міська рада. Населення становить 1418 осіб.

## Географія
Село Деревня розташоване за 43 км від міста Львова — одночасно обласного та районного центру та 20 км від адміністративного центру міської громади. За 14 км знаходиться найближча залізнична станція Батятичі. На південному заході села тече річка Деревнянка, що утворює великий став, а на південному сході — річка Свиня. Обидві річки впадають у річку Рату. Дорога при в'їзді у село тісно пролягає вздовж двох великих ставків.
Вулиці
У селі Деревня налічується 8 вулиць.
- Германа Андрія
- Девське хутір
- Лесі Українки
- Медвежа
- Франка Івана
- Шашкевича Маркіяна
- Шевченка Тараса
- Ялинівка

## Населення
Населення у 1880 році становило 1282 особи, з них: 75 поляків, 1111 українців, 96 юдеїв. Станом на січень 1939 року у селі мешкало 2170 осіб, з них: 1900 українців, 60 поляків, 170 осадників, 30 латинників та 10 юдеїв. За даними всеукраїнського перепису населення 2001 року в селі Деревня мешкало 1418 осіб.
Мова
Розподіл населення за рідною мовою за даними перепису 2001 року був наступним:
| українська | 1414 | 99,72 |
| інші       | 4    | 0,28  |

## Історія
Перша письмова згадка про село Деревня датується 1455 роком, коли село вперше згадується в книзі Яна Длугоша «Cronicae uncliti Regni Poloniae Annales seu Cronicae incliti Regni Poloniae». Назва, вважають, походить від лісу, серед якого воно було засноване.
Колись Деревня належала Жолкевським, потім родині Собєських. У 1717 році Собєські надали місцевій церкві право опалу, варіння пива, випас та вільного помолу. Після того, як останній представник роду Собєських помер, Деревня разом з усіма жовківськими маєтками перейшла у власність Радзивілів, а потім була продана Творзянським. Генрика Творзянська записала цей маєток Бойомирові Стаженському, діти якого — Станіслав, Тадеуш та Ядвіга Стаженські наприкінці XIX століття були власниками цього маєтку. Римо-католицька громада села належала до відповідної парафії у Жовкві, греко-католицька громада села має власну церкву Різдва Пресвятої Богородиці до якої була приписана філіальна церква в Куляві.
Село Деревня тривалий час було родинною парафією отців Крушинських, з роду яких дружина Маркіяна Шашкевича. Саме в селі Деревні отець Подолинський, пізніше декан цієї ж церкви, давав шлюб Юлії Крушинській та Маркіянові Шашкевичу. Юлія Крушинська була не лише зразковою дружиною, люблячою матір'ю, а й відданою товаришкою в громадській роботі Маркіяна Шашкевича.
У міжвоєнний період, до 1934 року — самостійна ґміна, потім належала до сільської ґміни Туринка у Жовківському повіті Львівського воєводства.
У повоєнний час у селі Деревня знаходилася центральна садиба колгоспу «Вільна Україна». Господарство спеціалізувалося на вирощуванні льону, а також тваринництво — відгодівля великої рогатої худоби. З допоміжних підприємств працювали млин, електростанція. Функціювали восьмирічна школа, клуб, бібліотека та працювала шевська майстерня.
12 червня 2020 року, відповідно до розпорядження Кабінету Міністрів України № 718-р «Про визначення адміністративних центрів та затвердження територій територіальних громад Львівської області», село увійшло до складу Жовківської міської громади.
19 липня 2020 року, в результаті адміністративно-територіальної реформи та ліквідації Жовківського району, село увійшло до складу новоствореного Львівського району.

## Пам'ятки, визначні місця

### Церква Різдва Пресвятої Богородиці
Попередня невелика дерев'яна двоверха церква була збудована у 1604 році. В ній у 1839 році вінчався Маркіян Шашкевич з Юлією Крушинською, донькою місцевого пароха Федора Крушинського. На місці старої церкви з ініціативи о. Крушинського та на кошти дідички Генрієти Творзянської у 1846 році збудували у Деревні нову дерев'яну церкву. Звів її, за словами священника, той самий майстер, що й церкву у Хлівчанах. У 1897 році внутрішні стіни та іконостас розмалювали Стефан Томасевич із селища Микулинців та Яків Хомик.
Дерев'яна церква розташовується у південній частині села, на підвищеному березі річки Деревнянки. Будівля тризрубна, триверха, розмірами 23,7 метри×11,6 метрів. Складається з ширшої квадратової в плані нави, до якої з заходу прилягає вужчий прямокутний бабинець, а зі сходу — вужчий гранчастий вівтар з двома прямокутними захристіями по боках. Церкву оточує піддашшя, оперте на випусти вінців зрубів, перерване невеликим присінком при західній стіні бабинця. Стрункості будівлі надає кожухування стін надопасання ґонтами та шалювання восьмериків вертикально дошками і лиштвами (стіни підопасання вертикально шальовані дошками). Рівновисокі зруби надопасання всіх трьох об'ємів завершують світлові восьмерики з незначно нахиленими до середини стінами, вкриті шоломовими банями з ліхтарями і маківками. Цікавинкою є оригінальна дворівнева система хорів.
На південний захід від церкви розташована дерев'яна одноярусна прямокутна в плані (розміри 4,9 метри×3,2 метри) дзвіниця, вкрита чотирисхилим дахом.

### Музей Маркіяна Шашкевича
4 листопада 2011 року, до 201-ліття від Дня народження о. Маркіяна Шашкевича, відбулося відкриття та освячення музею українського письменника і культурного діяча в Народному домі села Деревня. Тут зібрані автентичні матеріали. Автором експозиції є український художник Орест Скоп. Одразу ж після відкриття відбулася презентація перевиданої книги «Русалка Дністровая».
Одна з кімнат музею етнографічна, у якій зібрано давні предмети народного побуту, світлини, народну ношу, рушники, килими, простирадла, що побутували у селі в різні періоди. Переглядаючи ці унікальні речі, намагаємося побачити майстерність вишиття, зрозуміти доцільність крою та пошиття, здогадатися про мрії та бажання майстрині, що творила вишуканий одяг для своєї родини. Ошатні сорочки, запаски, горсики — святковий одяг, що вирізняється високою майстерністю оздоблення. Сорочки з уставками, декорованими геометричними барвистими орнаментами. Широкі манжети, комірці також цілком вишиті, проте орнаменти можуть бути різними. Спідниці та запаски, горсики — оздоблені нитками чи бісером, на оксамиті чи іншій крамній тканині — завершують образ тогочасної жінки. Стрій модниць початку  століття був стримано-урочистий, вишуканий своїми взорами та техніками вишиття.

## Відомі люди
- Станіслав Стажинський — польський правник і політик, знавець конституційного права, доктор права, професор, ректор Львівського університету. Тут у Деревні він виріс та провів останні роки свого життя. У палацовій каплиці, повністю зруйнованій місцевими жителями після виселення поляків з цих земель, поховано його тлінні останки, поруч з батьком Бойомиром та братом Тадеушем Стажинськими[16].
- Вахула Степан Володимирович (28 грудня 1992 — 24 листопада 2022) — український військовик, солдат Сухопутних військ ЗСУ, учасник російсько-української війни. Загинув поблизу с. Бахмутське, Бахмутського району, Донецької області. Поховали 12 лютого 2023 року у селі Деревня[17].
- Демидов Назар (1985—2024) — український військовик, солдат Сухопутних військ ЗСУ, помер внаслідок отриманих травм та поранень у лікарні. Поховали 19 липня 2024 року у селі Деревня[18].